# Nam June Paik

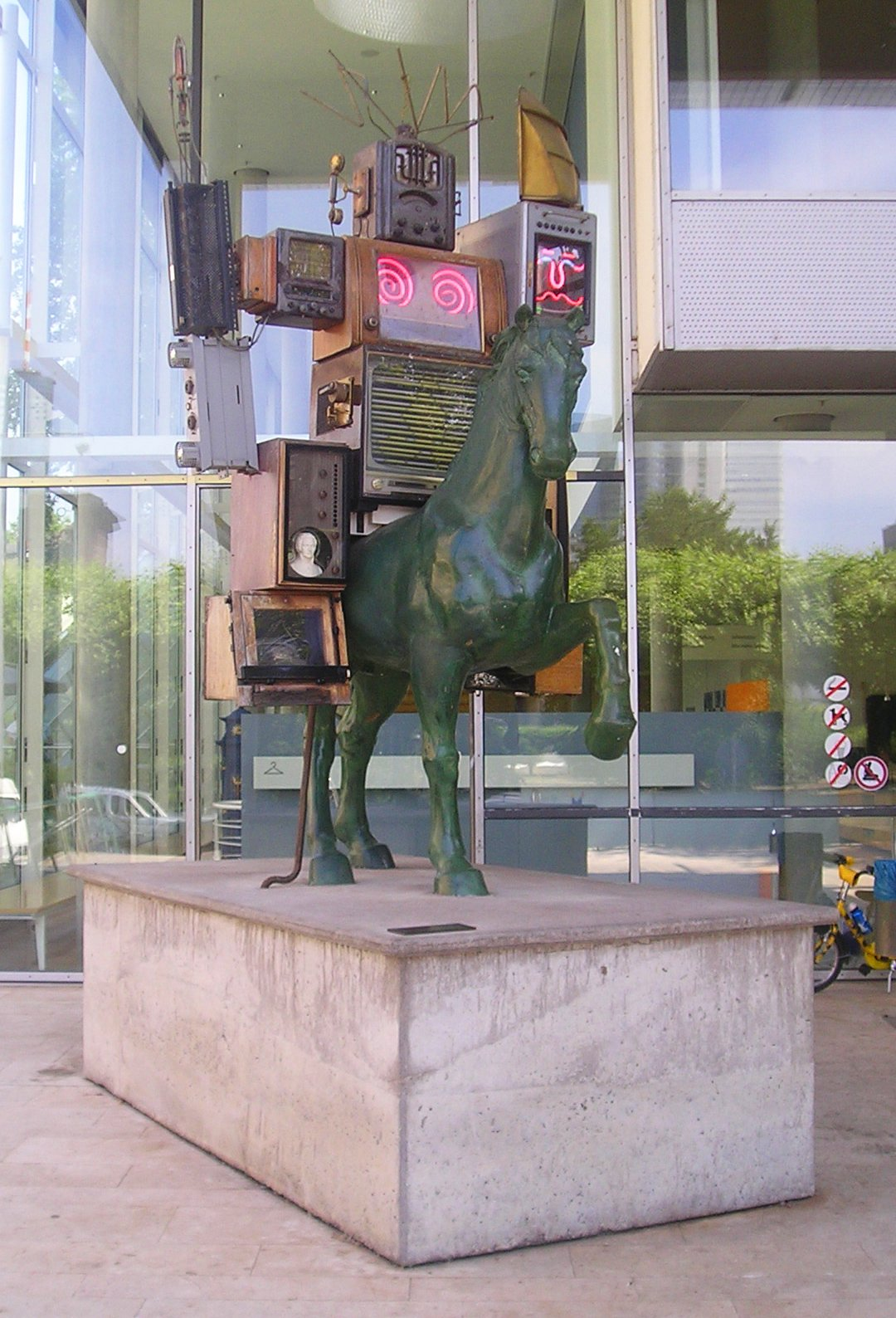
Pre-Bell-Man, estatua delante del 'Museum für Kommunikation', Frankfurt am Main, Alemania.

Nam Joon Park (20 de julio de 1932, Seúl, Sudogwon, Corea del Sur-29 de enero de 2006, Miami, Florida, Estados Unidos) fue un compositor y videoartista surcoreano de la segunda mitad del siglo XX.

## Biografía
Estudió música e historia del arte en la universidad de Tokio. Más tarde, en 1956, viajó a Alemania, donde estudió teoría de la música en Múnich, continuando en Colonia y en el conservatorio de Friburgo. Conoció en un seminario en los Cursos de Verano de Darmstadt a John Cage, quien influenció profundamente su trabajo. Trabajó en el laboratorio de investigación de música electrónica de Radio Colonia, y participó en los grupos Happening y Fluxus. Fue amigo de Yōko Ono, miembro del movimiento Fluxus.

## Obras
- Buenos Días Señor Orwell (1 de enero de 1984), arte televisivo satelital en directo desde Nueva York (Estados Unidos) y París (Francia) en forma simultánea.
- Moon is the Oldest TV (1965-1992)
- Early Color TV Manipulations (con Jud Yalkut) (1965-1971)
- Beatles Electronique (con Jud Yalkut) (1966-1969)
- Fish Flies on Sky (1975) (instalación)
- Candle TV No. 1 (1975) (instalación)
- Suite 212 (1975-77)
- B.S.O.and Beyond (1984) (instalación)
- All Star Video (con Ryuichi Sakamoto) (1984)
- Little Italie (1985) (instalación)
- Butterfly (1986)
- Bye Bye Kipling (1986)
- Beuys/Voice (1987) (instalación)
- Birdhouse (1990) (instalación)
- Olimpyc centennial(1992)